# Cociu (okręg Bacău)
Cociu – wieś w Rumunii, w okręgu Bacău, w gminie Motoșeni. W 2011 roku liczyła 183 mieszkańców.